# Aanleiding tot de Tweede Wereldoorlog in de Grote Oceaan
Japan werd na de Eerste Wereldoorlog als een koloniale macht erkend en kende een relatief rustige periode tijdens de jaren twintig. Wanneer de westerse economie begon te sputteren en in 1929 in een depressie raakte, namen de westerse landen maatregelen die de eigen koloniale markten moesten beschermen. In Japan, dat de eigen uitvoer en de aanvoer van onmisbare grondstoffen bedreigd zag, werd expansie door verschillende strekkingen als enige uitweg gezien om de Japanse belangen veilig te stellen. Een opeenvolging van verscheidene gebeurtenissen zorgde er uiteindelijk voor dat Japan in een oorlog belandde waarin het land het zou moeten opnemen tegen een overmacht bestaande uit onder andere de VS, China en Groot-Brittannië.

## De Conferentie van Washington (1921-1922)
De International Conference on Naval Limitation was eerst en vooral een poging om te streven naar een bewapeningsevenwicht tussen de drie grote mogendheden in de regio van de Stille Zuidzee : Groot-Brittannië, de Verenigde Staten en Japan.

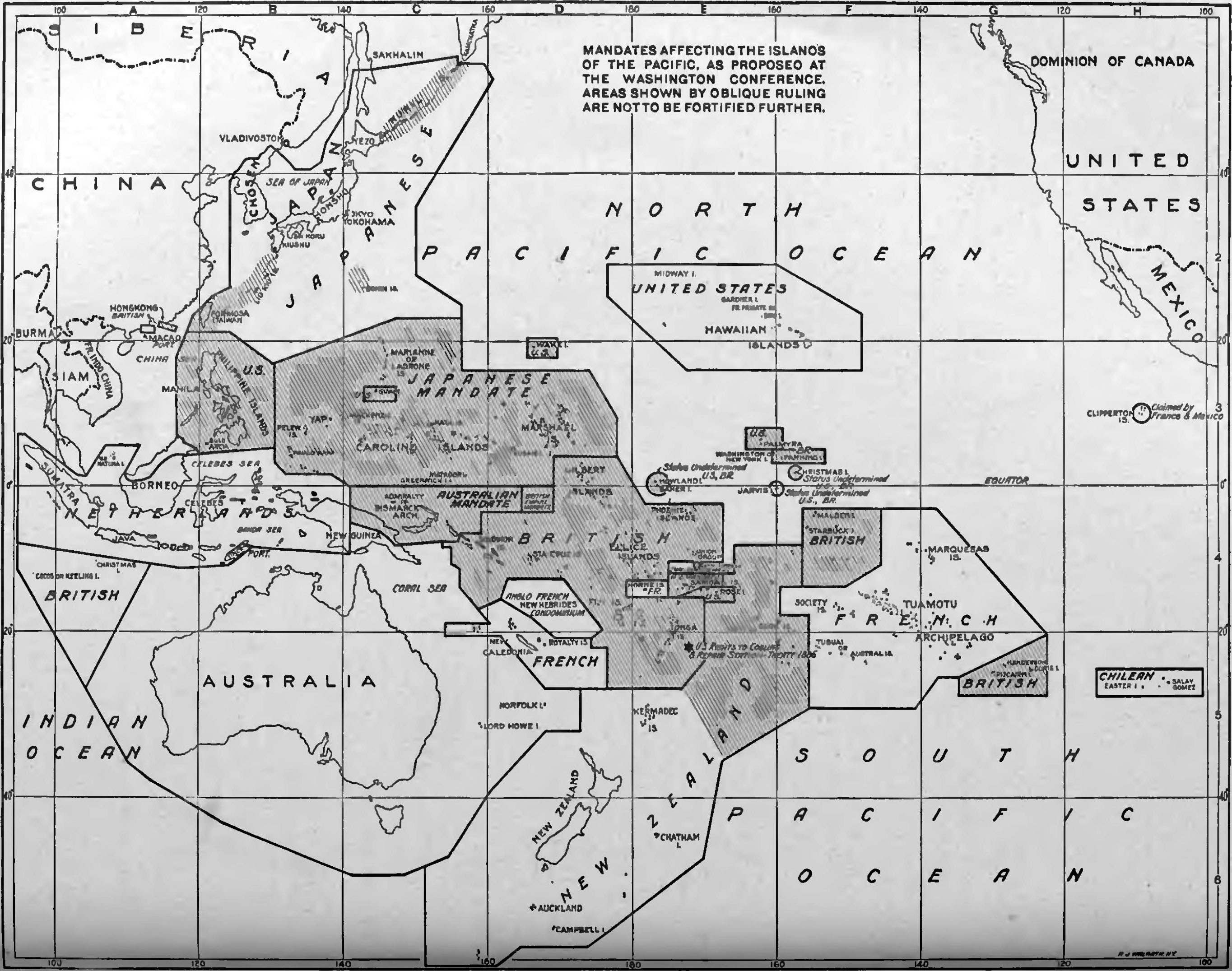
1922 Washington Conference - islands not to be fortified further

Naast deze maritieme ontwapeningsgesprekken werden een aantal besprekingen gevoerd waarbij ook andere landen betrokken waren die belangen hadden in de gebieden rond de Stille Oceaan; België, Nederland, Portugal, Frankrijk, Italië en China. Tijdens de Conferentie werden een aantal verdragen getekend waarvan vooral het Viermogendhedenverdrag (四ヵ国条約, Yonkakoku Jōyaku, 13 december 1921) en het Negenmogendhedenverdrag (九カ国条約, Kyūkakoku Jōyaku, 6 februari 1922) moesten zorgen voor een status quo in de regio. Belangrijk was ook het feit dat de ondertekenaars China onafhankelijkheid garandeerden en beloofden om geen verdere expansie ten koste van China na te streven. De Japanse aanwezigheid in Mantsjoerije werd erkend, alsook elkaars recht op gelijke economische belangen. China beloofde van zijn kant om geen enkel van de deelnemende landen economisch te bevoordelen. Dit betekende dat deze landen economische activiteiten in China mochten ontplooien zonder dat een van de landen het economische monopolie in een bepaalde regio zou verwerven.
Deze verdragen zouden leiden tot het Vijfmogendhedenverdrag waarin de VS, Groot- Brittannië, Japan, Frankrijk en Italië zich er toe verbonden om de maritieme bewapeningswedloop stop te zetten.
Door deze verdragen zou in de regio een periode van rust en stabiliteit aanbreken, die zou duren tot het einde van de jaren twintig.

## Economische crisis
Na de Eerste Wereldoorlog werd Japan door Europa en de VS erkend als een koloniale macht en kreeg het de controle over de Duitse kolonie Tsingtao (nu Qingdao) en een aantal Duitse eilanden in de Stille Oceaan. Tot het einde van de jaren twintig trachtte Japan een liberale politiek te volgen en trachtte het goede betrekkingen met Groot-Brittannië en de VS te onderhouden. Toen de Westerse economie in een depressie raakte, begonnen de Westerse mogendheden echter protectionistische maatregelen te nemen ter bescherming van de eigen koloniale markten. Japan zag plots de eigen uitvoer en de invoer van levensnoodzakelijke grondstoffen bedreigd. De Japanse economie kreunde onder het gebrek aan ruwe grondstoffen, de snel groeiende Japanse bevolking en de Westerse handelsblokkade.
Het idee van een verenigd Azië onder het gezag van de Japanse keizer, dat reeds in de jaren twintig opgang maakte, won beduidend veel terrein. De Japanse leiders begonnen meer en meer te denken aan een politiek waarbij het land niet langer afhankelijk zou zijn van ingevoerde grondstoffen. De Japanse belangen konden niet langer worden veilig gesteld door te streven naar samenwerking met westerse landen. Militaire expansie naar grondstofrijke landen werd gezien als een noodzakelijke oplossing.

## De invasie van Mantsjoerije
In 1931 leidden schermutselingen met het Chinese leger in Zuid-Mantsjoerije tot een Japanse invasie van het hele gebied. Hierdoor ging Japan zich nog meer isoleren binnen de internationale gemeenschap. De Chinese leiders zagen in de gebeurtenissen een bedreiging van de internationale rechtsorde. De Japanners zagen de militaire actie als een gerechtvaardigde reactie op wat zij omschreven als Chinese aanvallen op de rechten van de ondertekenaars van het Negenmogendhedenverdrag. Aangezien de Japanse acties zich verder uitbreidden tot Binnen-Mongolië, was deze stelling niet lang vol te houden. In oktober 1931 stemde de Volkenbond een resolutie waarin de terugtrekking van de Japanse troepen werd geëist. De resolutie was voor het land dan ook het sein om in 1933 uit de organisatie te treden.
Nu Japan een aanzienlijk stuk Chinees grondgebied controleerde, wou het voorlopig de vijandelijkheden staken en verwachtte het van de westerse mogendheden dat zij de ordehandhaving in Oost-Azië aan Japan zouden overlaten. Tokio gaf daarbij de garantie dat het de rechten van de andere landen in China zou respecteren. De Japanners waren ervan overtuigd dat de vrede in het Stille Oceaangebied kon bewaard blijven indien de VS de nieuwe situatie zouden erkennen. In 1934 gingen de Japanners nog een stap verder door te eisen dat de in de Conferentie van Washington (Washington Naval Conference) vastgelegde vlootverhoudingen zouden worden herzien. De VS weigerden op beide eisen in te gaan en beschouwden ze als schendingen van de verdragen die gedurende bijna tien jaar voor rust in de regio hadden gezorgd.

## De Tweede Chinees-Japanse oorlog
In 1937 werd een klein conflict net buiten Peking aangegrepen om China binnen te vallen. Het incident bij de Marco Polo-brug was het begin van de Tweede Chinees-Japanse Oorlog (1937-1945). De Chinese nationalisten en communisten zouden daarbij zij aan zij de Japanners bevechten. De communisten werden daartoe aangezet door Stalin, die Japan als een bedreiging voor zijn grenzen in het Verre Oosten zag en daarom ook met wapenleveringen aan de Chinezen begon. Zelfs Nazi-Duitsland zou aanvankelijk hulp sturen, maar uiteindelijk zou Hitler in 1938 de kant van de Japanners kiezen.
China zocht hulp bij de internationale gemeenschap. De Verenigde Staten hadden voordien reeds geweigerd om de onafhankelijkheid van het door Japan gedomineerde Mantsjoerije te erkennen en reageerden nu, samen met Rusland en de andere westerse landen, door de regering van Tsjang Kai Sjek aanzienlijke economische hulp aan te bieden. Bovendien werd een embargo op voor Japan onmisbare grondstoffen ingesteld. Van een militaire tussenkomst was geen sprake.
In 1940 was de oorlog in een patstelling beland. Geen van beide partijen slaagde erin om de andere haar wil op te leggen. De Westerse interventie in de vorm van economische sancties zou de aanleiding vormen tot de Japanse aanval op Pearl Harbor.

## Duitsland
In september 1940 trad Japan toe tot de Asmogendheden.
Duitsland had tot dan een voorzichtige politiek gevoerd t.o.v. China en Japan. Het steunde China met wapenleveranties en het zenden van militaire adviseurs. Met Japan had het in 1936 het Anti-Kominternpact gesloten, waarbij beide landen elkaar steun beloofden in hun strijd tegen het communisme. In 1938 koos Hitler definitief de kant van de Japanners. Een sterke Japanse aanwezigheid in de Stille Oceaan zou de Sovjet-Unie en Groot-Brittannië voldoende bezighouden om hen te beletten om in Europa tussenbeide te komen wanneer Duitsland Oostenrijk en Tsjecho-Slowakije zou bezetten. Het Drielandenpact was voor de Anglo-Amerikaanse alliantie het sein om haar houding te verscherpen.

## De ABCD-coalitie
Na de Japanse inval in Indochina op 22 september 1940 werd een Amerikaans uitvoerverbod voor ijzer en staal naar Japan ingesteld. Nederland weigerde in te gaan op de Japanse eis om olie en andere grondstoffen te leveren. Engeland volgde door de Burma-route terug open te stellen voor leveringen aan China. De Japanse media noemden dit de ABCD-blokkade (American-British-Chinese-Dutch). Japanse diplomatieke pogingen om de ABCD-coalitie te verzwakken door met de Verenigde Staten apart te onderhandelen, mislukten. De ABCD-samenwerking werd in 1941 nog steviger verankerd. De Japanse activa in de VS, Groot-Brittannië en Nederland werden bevroren. Voor Japan, dat vooral de grondstoffen voorraden in Nederlands-Indië niet kon missen, werd militair ingrijpen stilaan de enige optie. Met de ondertekening van een Japans-Russisch neutraliteitsverdrag in april 1941 kon Japan verscheidene divisies die aan de Russische grens waren gestationeerd vrijmaken voor een stilaan onafwendbare oorlog in de Stille Oceaan.

## Pearl Harbor
In 1941 waren de spanningen tussen de VS en Japan toegenomen. De Chinees-Japanse oorlog, de Japanse gesprekken met de asmogendheden en de duidelijke dreiging van een Japanse expansie naar de grondstofrijke kolonies van Engeland, Frankrijk en Nederland, lagen aan de basis van deze toestand. 

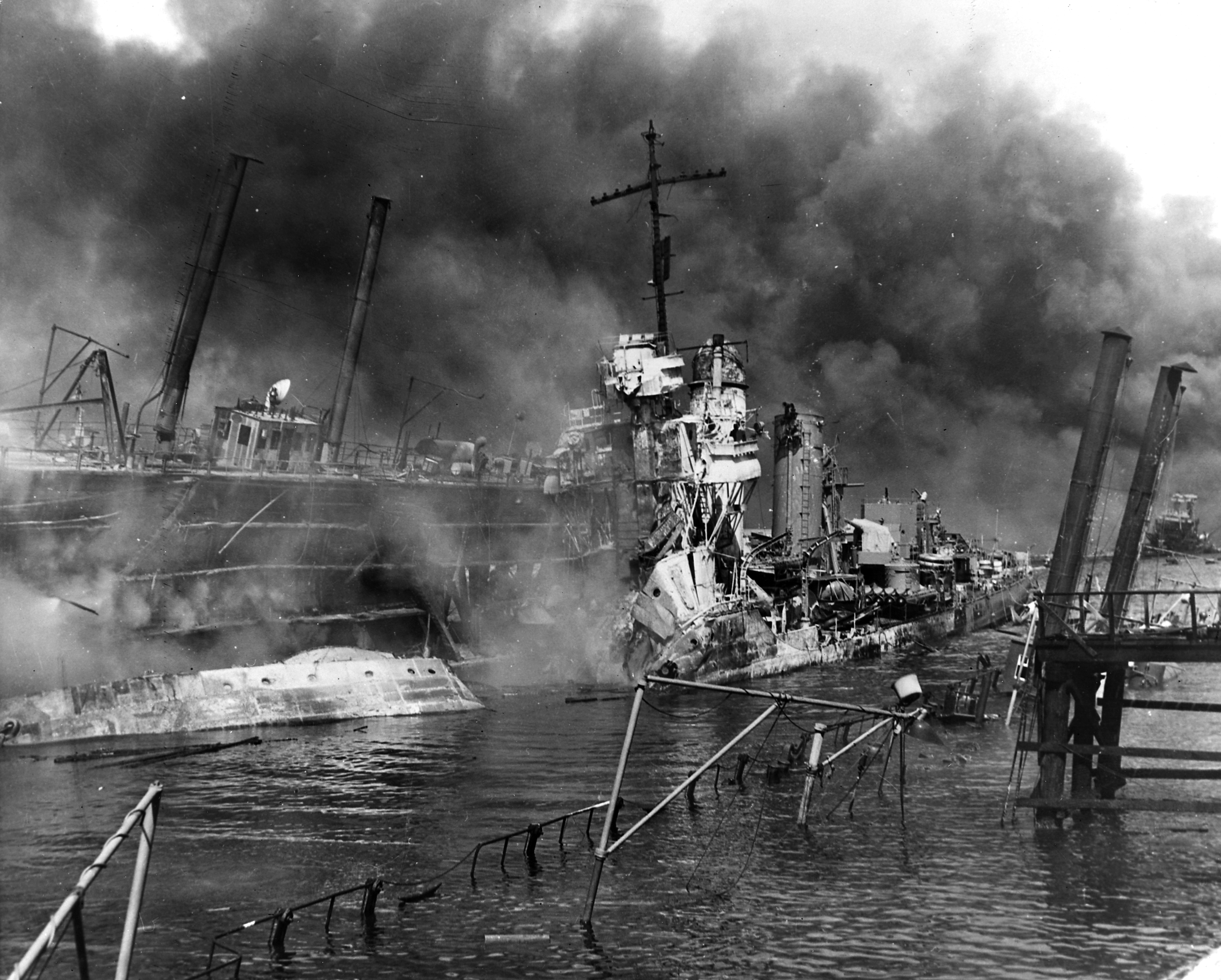
De USS Shaw in Pearl Harbor, 7 dec. 1941

 Voor Japan was het ondenkbaar dat het zou toestemmen in een smadelijke terugtrekking uit China. Een oorlog om het grondstoffenembargo op te vangen werd nu heel ernstig overwogen en in juli 1942 werd besloten om tot verdere expansie in noordelijke of zuidelijke richting over te gaan. Een cruciale factor in deze plannen was de aanval op Amerikaanse basissen in de Stille Oceaan. De uitschakeling van deze basissen zou Japan in een eerste fase genoeg tijd geven om voldoende grondgebied te veroveren en zich daar stevig te verankeren. In een tweede fase zou het dan proberen om via onderhandelingen de nieuwe machtsverhoudingen in deze gebieden te consolideren.
Ondertussen probeerden Japanse diplomaten nog steeds een oplossing met de Amerikanen te onderhandelen. Ondanks hun groeiende steun aan Engeland en China bleven de VS onder Roosevelt hun isolationistische politiek aanhouden. De publieke opinie kon zich wel vinden in materiële en diplomatieke steun aan de door Japan bedreigde landen, maar stond nog steeds afkerig tegenover een militaire interventie, in zowel de Stille Oceaan als in Europa. De diplomatieke gesprekken raakten heel vlug in een impasse en Japan besloot om tot verdere actie over te gaan. Op 7 december 1941 werd de Amerikaanse marinebasis in Pearl Harbor aangevallen. Binnen de daaropvolgende 24 uur werden aanvallen uitgevoerd op de Britse koloniën Malaya en Hong Kong en op de Amerikaanse basissen op de Filipijnen, Guam, Wake Island en Midway.
Op 8 december 1941 ondertekende Roosevelt een oorlogsverklaring aan Japan.